# Pippi Langkous (film uit 1949)
Pippi Langkous (Origineel: Pippi Långstrump) is een Zweedse film uit 1949 gebaseerd op de drie Pippi Langkous-boeken.

## Verhaal
Pippi Langkous verhuist naar Villa Kakelbont waar ze bevriend wordt met Tommy en Annika die naast haar wonen.

## Rolverdeling
| Acteur                                | Personage                                         |
| ------------------------------------- | ------------------------------------------------- |
| Viveca Serlachius                     | Pippi Langkous                                    |
| Tord Ganmark                          | Tommy Settergren                                  |
| Berit Essler                          | Annika Settergren                                 |
| Benkt-Åke Benktsson                   | Efraïm Langkous, vader van Pippi                  |
| Sigge Fürst                           | Valle Teodor "Dunder-Karlsson" Karlsson, een boef |
| Carl Reinholdz                        | Ville Fredrik Teodor Laban Blom, een boef         |
| Arne Källerud                         | politieagent Larsson                              |
| Gustaf Lövås as politieagent Karlsson |                                                   |
| Stig Järrel                           | grammofoonverkoper                                |
| Svend Asmussen                        | de postbode                                       |
| Julia Cæsar                           | de lerares                                        |
| Doreen Denning                        | Birgit                                            |
| Michael Fant                          | Magnus                                            |
| Emy Hagman                            | Mrs. Settergren                                   |
| Carl-Gustaf Lindstedt                 | Piano verkoper                                    |
| Mona Mårtenson                        | Pia                                               |